# Торчеськ

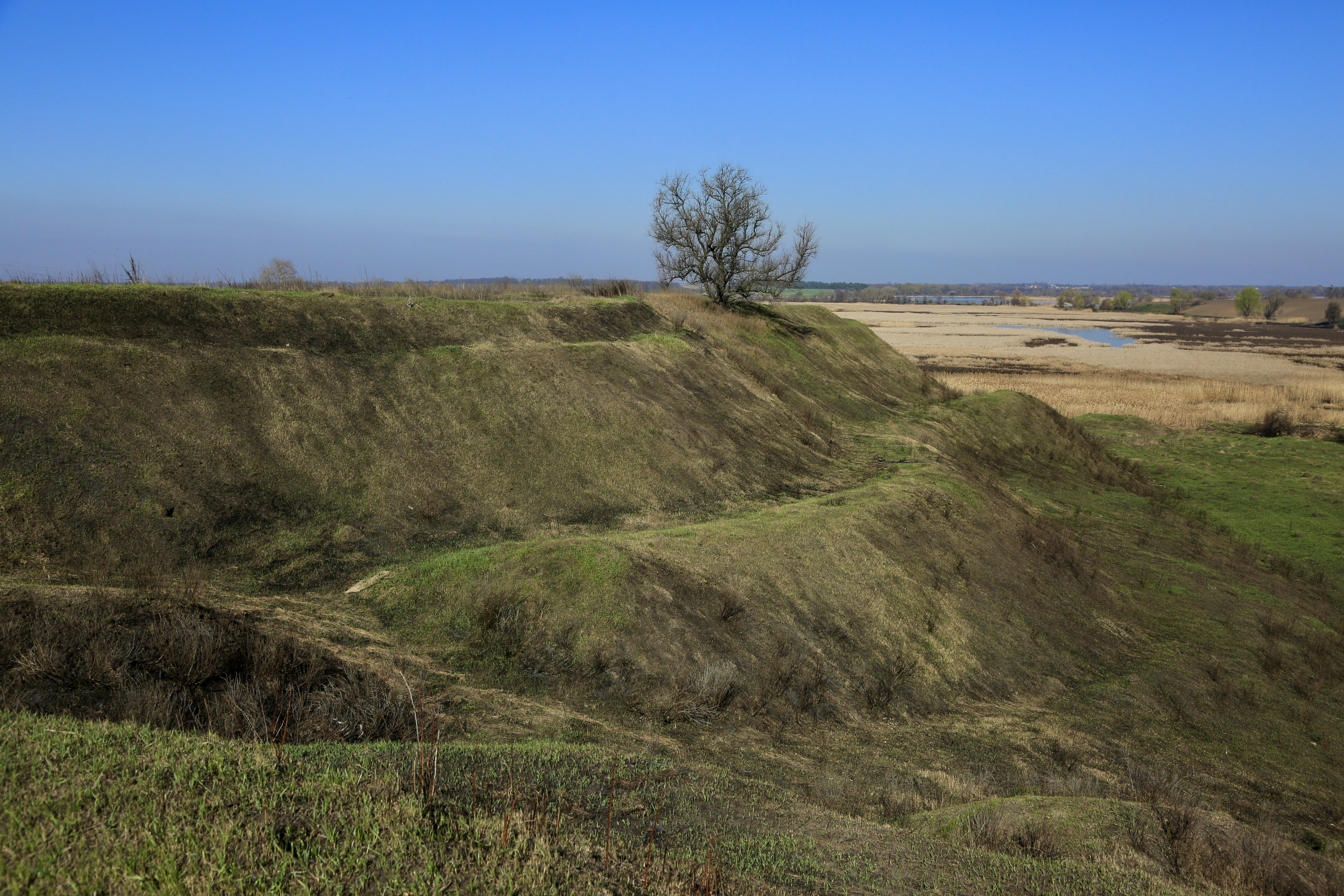

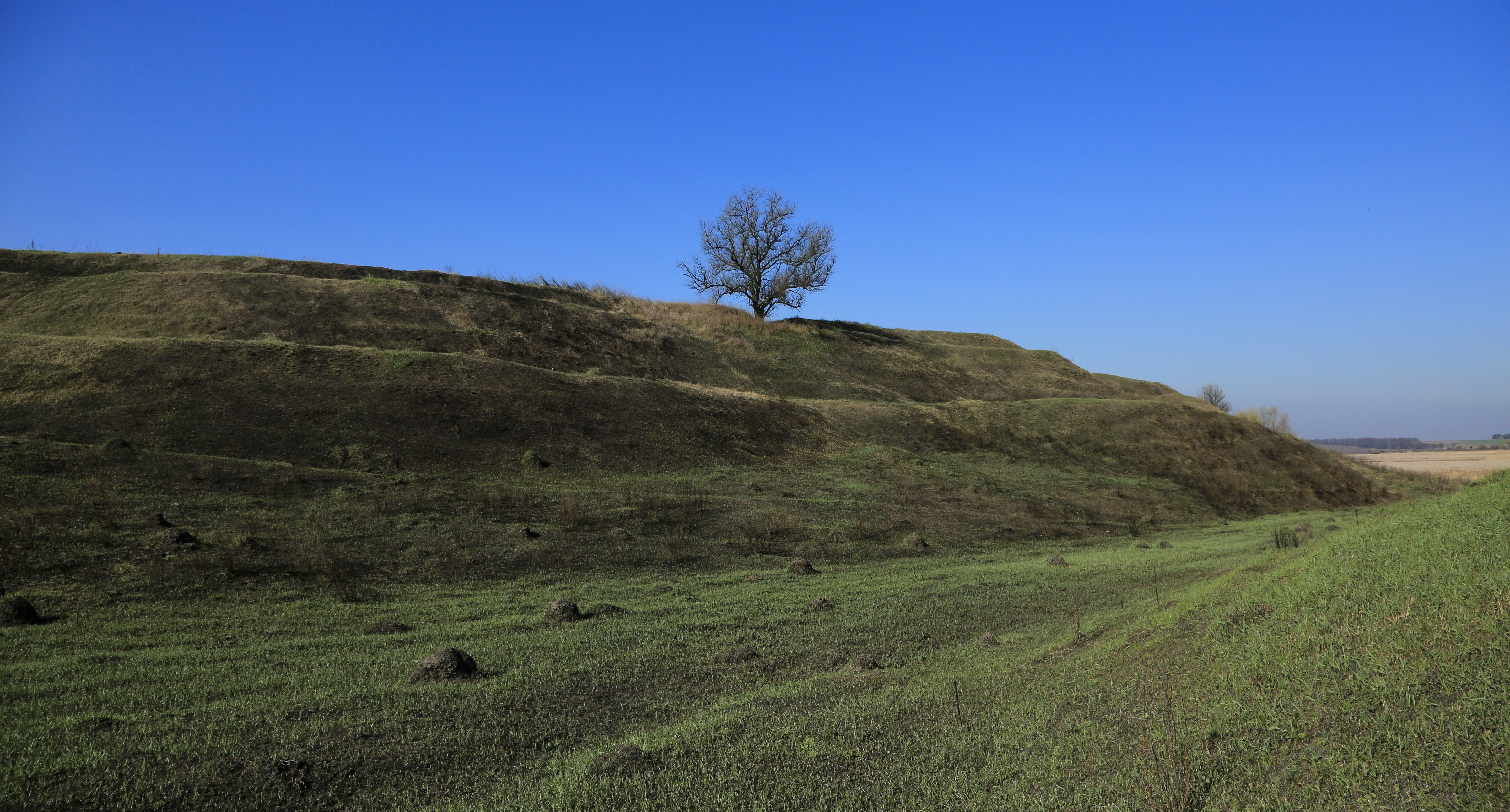

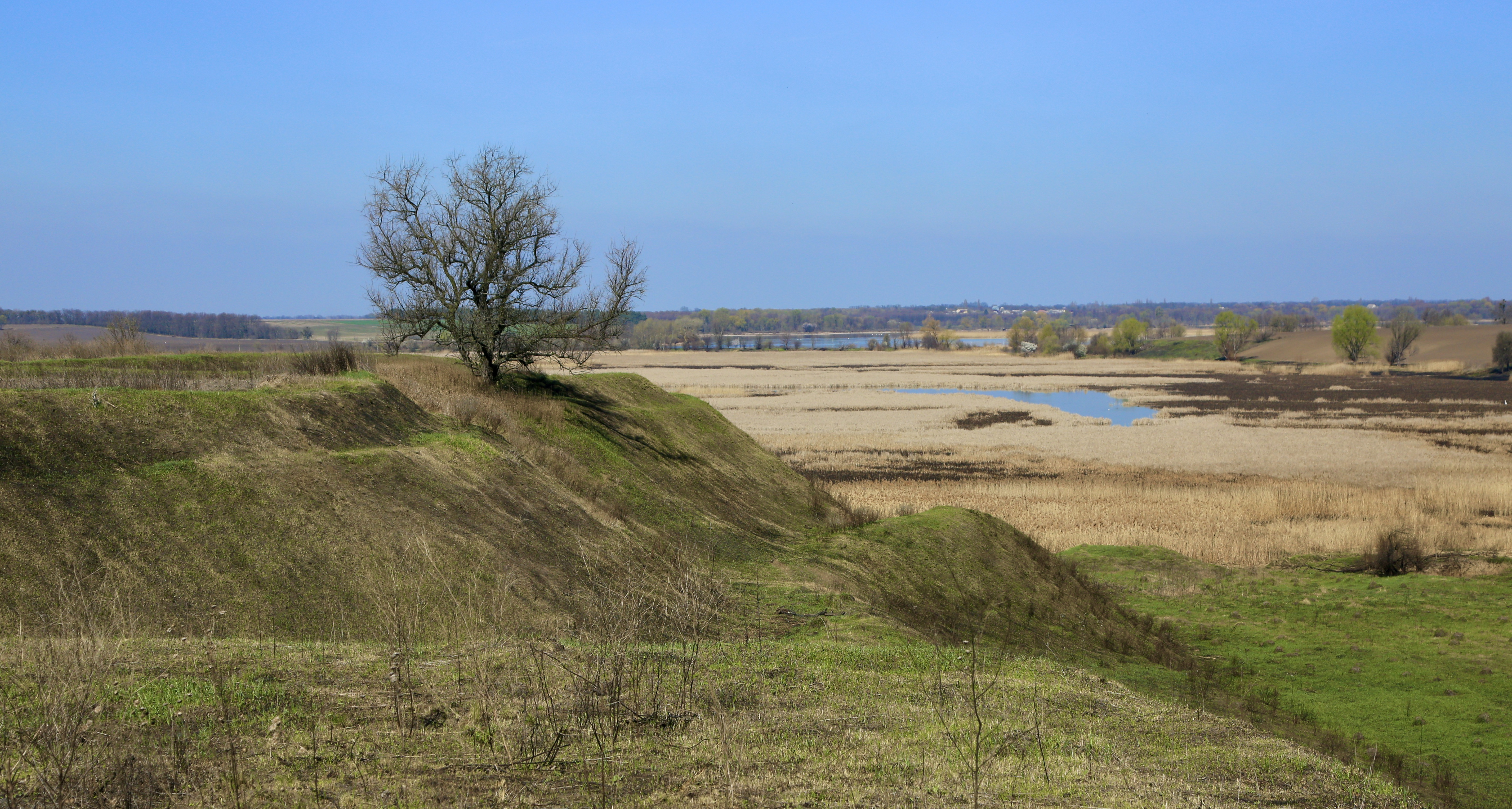

То́рчеськ (д.-рус. Торцкь, Торцьскъ; «місто торків») — у XI—XIII ст.ст. місто на теренах Русі, на південному рубежі Київського князівства (сучасна Україна, Київська область, Білоцерківський район, село Ольшаниця). Засноване тюркськими племенами торків на території, що їм виділили київські князі у центрі Поросся. Центральне місто торків. Зруйноване половцями 1093 року. Відбудоване в ХІІ ст. Стало головним містом чорних клобуків, місцем князівського престолу. Також — То́рчський (д.-рус. Торъчьскии градъ, Торъчьскии).

## Локалізація

Торчеське городище (план 1975 року).

- Городище літописного міста Торчеськ — Україна, Київська область, Рокитнянський район, село Ольшаниця; розташоване між селами Ольшаниця (за 2 км) і Шарки (за 3 км), ліворуч від шосе Шарки-Ольшаниця, на правому березі заплави річки Горохуватка, лівій притоці Росі[1]. Лежить за 38 км на схід від Білої Церкви. Довжина — близько 1300 м, ширина — 200—500 м. Складається з трьох частин. В культурному шарі знайдено предмети побуту, залишки жител і господарських споруд, а також людські поховання[1]. В кінці XIX ст. — на початку XX ст. розкопки проводив київський археолог Вікентій Хвойка[4]; в 1966 році — Борис Рибаков (Інститут археології АН СРСР)[5]. У 1947 і 1972 роках городище обстежували Михайло Брайчевський і Михайло Кучера (Інститут археології АН УРСР). Матеріали по городищу зберігаються в Музеї історії України (Київ), Інституті археології НАН України (на 1975 р.), Інституті археології АН Росії[1]. Взято на охорону згідно з рішенням виконкому Київської обласної ради УРСР № 806 від 23 листопада 1970 року; охоронний номер: 1294[1]. 2001 року занесене до Державного реєстру нерухомих пам'яток України як «Городище літописного міста Торчеськ — пам'ятка археології (Київська Русь)»[6]; 2009 року назву змінено — «Городище літописного міста Торчеська — пам'ятка археології (9 — 13 ст.)»[7].

Серед інших гіпотетичних локалізацій називалися місто Кагарлик (над р. Росава) та село Торчиця Ставищанського району.

## Історія

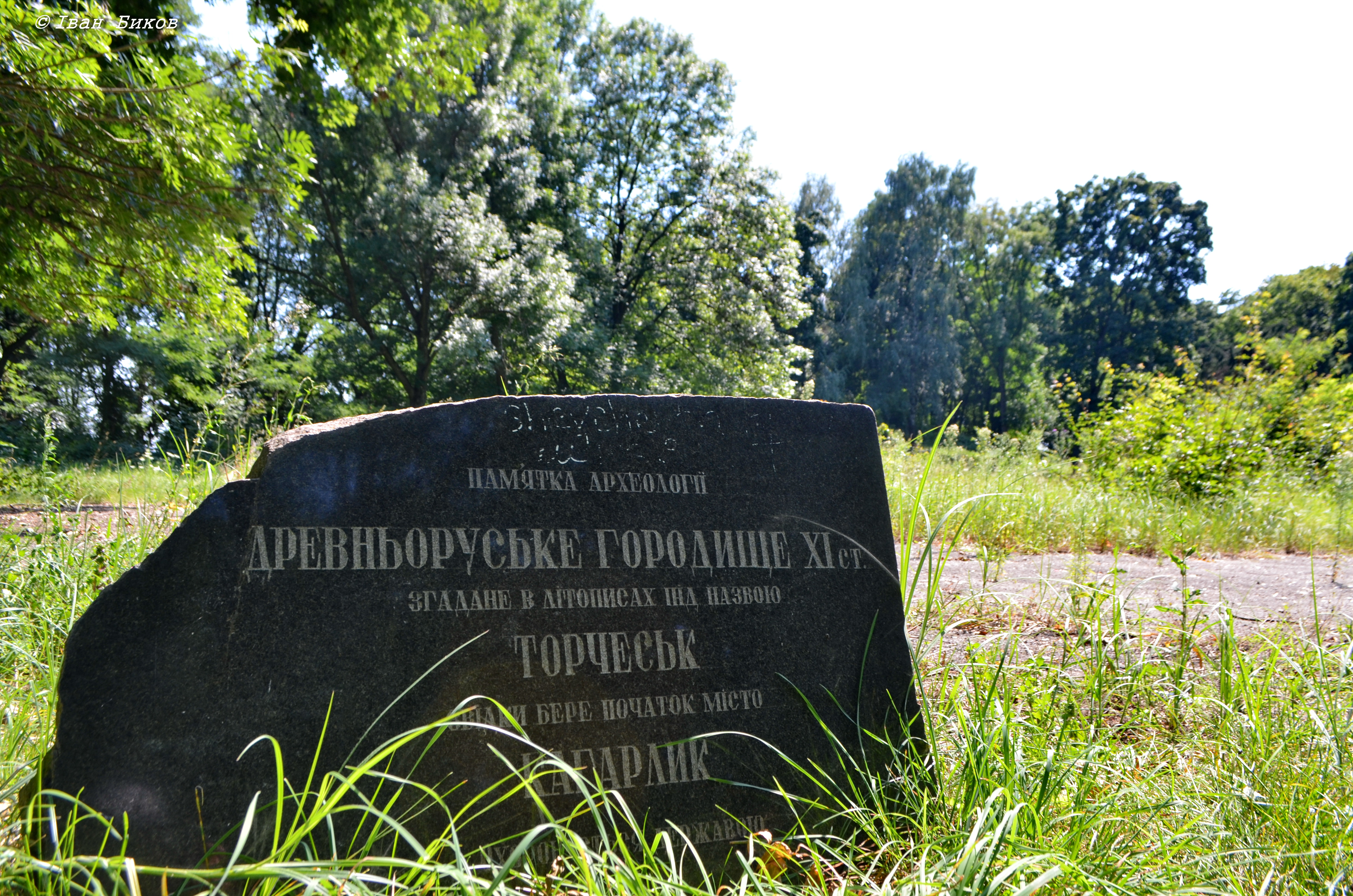
Пам'ятний камінь про Торчеськ (Україна, Кагарлик, Кагарлицький парк).

### Облога 1093
Перша згадка Торчеська в «Повісті временних літ» пов'язана із русько-половецькою війною 1093—1094 років.
У квітні—травні 1093 року, через відмову нового київського князя Святополка Ізяславича надати половцями викуп за мир та ув'язнення ним половецьких послів, половці вирушили війною проти Русі й взяли у облогу місто Торчеськ. Святополк разом із кузенами — чернігівським князем Володимиром Мономахом та переяславським князем Ростиславом Всеволодовичем вирішив дати бій нападникам, але 26 травня зазнав поразки на річці Стугна. Після перемоги половці продовжили облягати Торчеськ й перекрили воду торкам, які оборонялися в місті. Захисники вислали посланців до Святополка з проханням допомогти харчами, але той не зміг доставити їх до обложених. Після 9-тижневого стояння під Торчеськом половці розділили свої сили надвоє — одна частина залишилася під містом, а інша рушила до Києва. Святополк спробував спинити їх, але 23 липня був вщент розбитий на річці Желянь. Після звитяги половці знову об'єднали свої сили під Торечськом, мешканці якого 24 липня того ж року здалися нападникам від голоду і спраги. Половці спалили місто, а його мешканців забрали як здобич до своїх кочів'їв у Половецькій землі.
| Оригінал |  | Переклад |
| --- |  | --- |
| и приидоша Половцѣ мнози . ї ѡступиша Торъчьскии градъ . Ст҃ополкъ же слышавъ Половцѣ посла просѧ мира . и не восхотѣша Половцѣ мира . ї пустиша по землѣ воююще . Ст҃ополкъ же нача сбирати воѣ. хотѧ на нѣ . ... |  | І прийшло половців багато, і обступили вони город Торчський. І Святополк, почувши [це], відіслав [послів]-половців, просячи миру. Та не схотіли половці миру і пустилися по землі, розоряючи [її]. Святополк тоді став збирати воїв, маючи намір [іти] на них. ... |
| Половцемь же осѣдѧще Торочьскии . противѧщем же сѧ Торокомъ . и крѣпко борющимъ . їзъ града оубиваху . многъı ѿ противныхъ . Половци же начаша налѣгати ѡтоимати воду . їзнемогати . И начаша оу городѣ людье . жажою водною гладомъ . ї прислаша Торъци къ къ Ст҃ополку гл҃ще . аще не пришлеши . брашна прѣдатис̑ имамъ . Ст҃ополкъ же пославъ и не бѣ лзѣ оукрастисѧ . в городъ . множество ратныхъ . и стоӕше ѡколо города . нед̑ . о҃ . и раздилишасѧ на двое . едини сташа оу града рать борющю . а друзии поидоша Кыѥву . и пустиша на воропъ . межи Кыевъ . и Вышегородъ . ...                                                                        |  | ...Половці тим часом облягали Торчський, а торки чинили спротив, і завзято боролися з городських стін, [і] вбивали багатьох із ворогів. Половці тоді стали налягати і однімати воду. І знемагати почали люди в городі од спраги на безвідді й голоду. І прислали торки [посланців] до Святополка, говорячи: «Якщо ти не пришлеш харчів, ми здамося». І Святополк послав їм, та не можна було прокрастися в город через множество ворогів. І стояли [половці] навколо города [Торчського] дев’ять неділь, і розділилися надвоє: одні стали коло города, раттю борючись, а другі рушили до Києва і пустилися в напад межи Києвом і Вишгородом... ...          |
| (и) воеваша много . и възвратишас̑ к Торъческому . изнемогоша людье въ градѣ ѿ глада . и предашасѧ ратнымъ . Половцѣ же приемьше градъ . запалиша ѡгнемь . и люди раздıлиша . и ведоша ӕ оу вежѣ . к сердоболѧмъ своимъ . и сродникомъ своимъ . мучими зимою и ѡцѣплѧемѣ . оу алъчбѣ и в жажѣ . ї в бѣдѣ . побледѣвше лици . и почернивше телесы . незнаемою страною . ӕзъıкомъ їспаленомъ . нази ходѧще ї босѣ . ногъı имуще избодены терньемь . съ слезами ѿвѣщеваху другъ другу гл҃ще . аще бѣхъ сего города . а другии изъ сего го села . ї тако съвъспрошахусѧ со слезами . родъ свои повѣдающе . ѡчи изводѧще на н҃бса к Вышнему . вѣдущему таинаӕ . |  | ...Половці пустошили багато і вернулись до Торчського. І знемогли люди в городі од голоду, і здались ворогам. Половці ж, узявши город, запалили його вогнем, а людей розділили і повели їх у вежі до ближніх своїх і родичів своїх. Мучені холодом і виснажені, у голоді, і в спразі, і в біді, поблідлі лицями і почорнілі тілами, ходячи невідомою землею голі й босі, ноги маючи поколоті терням, вони запаленим язиком, зі сльозами відповідали один одному, говорячи: «Я був із сього города», а другий: «Я із сього села». І так розпитувалися вони зі сльозами, рід свій називаючи, а очі підносячи до неба до Всевишнього, який відає все потаємне. |

### ХІІ ст.
Наступні згадки датуються другою половиною XII в., де вказується, що це одне з найбільших міст на Пороссі. В кінці XII ст. Торчеськ стає одним із удільних володінь київських князів, в Торчеську утверджується княжий стіл і розміщується руський гарнізон. Торчеськ часто фіґурує як княжа волость, тут перебував в неволі у князя Мстислава угорський королевич Коломан.
Під час навали хана Батия на Україну (1240), зокрема, під час облоги Києва, загинула велика частина торків, багато їх татари переселили на Волгу, а решта асимілювалася з місцевим населенням.